# Суд об оружии (Эсхил)
«Суд об оружии» — трагедия древнегреческого драматурга Эсхила (первая половина V века до н. э.), часть тетралогии, посвящённой Аяксу Теламониду. Её текст почти полностью утрачен.
В пьесе рассказывается об одном из эпизодов Троянской войны, когда между Аяксом и Одиссеем произошёл конфликт из-за доспехов Ахилла. Хор в трагедии составили нереиды, ставшие, по-видимому, судьями в споре. Они присудили победу Одиссею. От всего текста осталось только несколько небольших фрагментов (фрг. 83—85 Radt). К тому же циклу принадлежали трагедии «Фракиянки» и «Саламинянки».
Позже латинскую версию пьесы создал Марк Пакувий.